# 부산광역시교육청

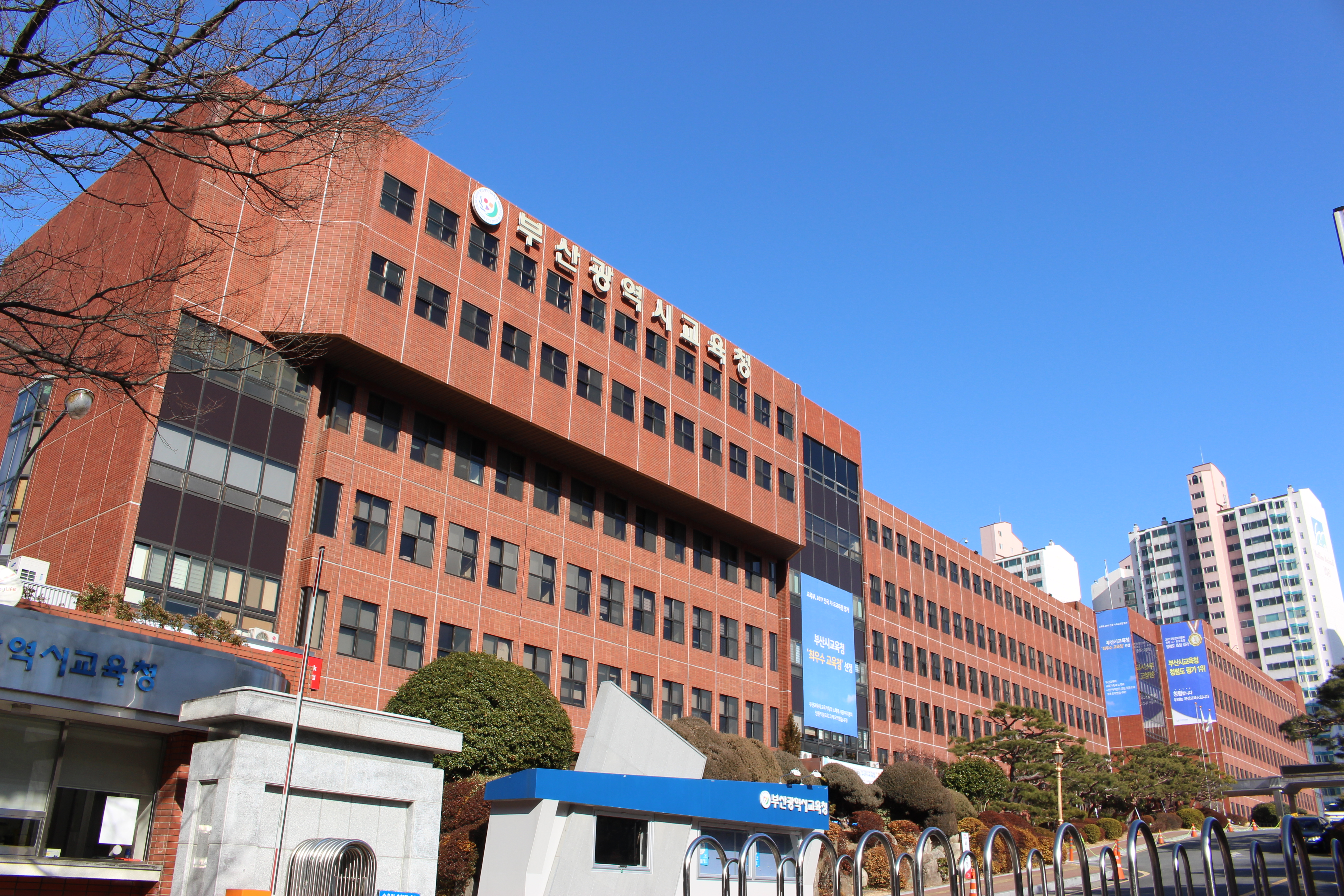
부산광역시교육청 청사

부산광역시교육청(釜山廣域市敎育廳, Busan Metropolitan City Office of Education)은 대한민국 부산광역시의 교육에 관한 사무를 담당하는 지방교육행정기관이다.

## 연혁
- 1952년: 부산시교육위원회 설치.
- 1962년: 부산시교육위원회 폐지. 소관 사무는 부산시청 교육국으로 이관.
- 1964년: 부산시교육위원회 설치.
- 1981년: 부산직할시교육위원회로 변경.
- 1991년: 부산직할시교육청으로 개편.
- 1995년: 부산광역시교육청으로 변경.

## 조직
| \| 국 \| 담당관실·과 \| \| 교육감 산하 하부조직 \| 교육감 산하 하부조직 \| \| ---------------------- \| ----------------------------------------------------------------------------------- \| \| \| - 교육정책연구소 - 대변인실 - 지역간교육격차해소추진담당관실[내용 1] \| \| 부교육감 산하 하부조직 \| \| \| \| - 감사관실 - 유초등보육정책관실[내용 2] - 교육정책과[내용 3] - 유초등교육과[내용 4] \| \| 교육국 \| - 중등교육과 - 디지털미래교육과 - 인성체육급식과 - 교원인사과 \| \| 행정국 \| - 총무과 - 학생학부모지원과 - 재정과 - 학교건축지원과 - 미래학교설립과 \| \| 기획국 \| - 기획조정과 - 예산기획과 - 노사행정정보과 - 학교안전총괄과 \| | - 교육연구정보원 - 교육연수원 - 학생교육원 - 과학교육원 - 학생교육문화회관 - 학생예술문화회관 - 어린이회관 - 유아교육진흥원 - 부산광역시립도서관 - 부산광역시립시민도서관 - 부산광역시립중앙도서관 - 부산광역시립구포도서관 - 부산광역시립해운대도서관 - 부산광역시립부전도서관 - 부산광역시립반송도서관 - 부산광역시립구덕도서관 - 부산광역시립서동도서관 - 부산광역시립사하도서관 - 부산광역시립연산도서관 - 부산광역시립명장도서관 - 부산광역시서부교육지원청 - 부산광역시남부교육지원청 - 부산광역시북부교육지원청 - 부산광역시동래교육지원청 - 부산광역시해운대교육지원청 |
| 국 | 담당관실·과 |
| 교육감 산하 하부조직 | |
| | - 교육정책연구소 - 대변인실 - 지역간교육격차해소추진담당관실 |
| 부교육감 산하 하부조직 | |
| | - 감사관실 - 유초등보육정책관실 - 교육정책과 - 유초등교육과 |
| 교육국 | - 중등교육과 - 디지털미래교육과 - 인성체육급식과 - 교원인사과 |
| 행정국 | - 총무과 - 학생학부모지원과 - 재정과 - 학교건축지원과 - 미래학교설립과 |
| 기획국 | - 기획조정과 - 예산기획과 - 노사행정정보과 - 학교안전총괄과 |

## 같이 보기
- 부산광역시교육감
- 부산광역시 부교육감
- 대한민국 교육부
- 부산광역시청
- 부산광역시의회

### 내용주
1. ↑  2025년 2월 28일까지 존속하는 한시조직
2. ↑  2025년 12월 31일까지 존속하는 한시조직
3. ↑  2025년 12월 31일까지 존속하는 한시조직
4. ↑  2025년 12월 31일까지 존속하는 한시조직